# Кишерть
Кишерть (в верхнем течении Кишертка) — река в России, протекает на юго-востоке Пермского края. Устье реки находится в 61 км по левому берегу реки Сылва. Длина реки составляет 41 км.

## Гидрография
Крупнейшим притоком Кишерти является, впадающая в неё по правому берегу на 6 км от устья, Сединка.

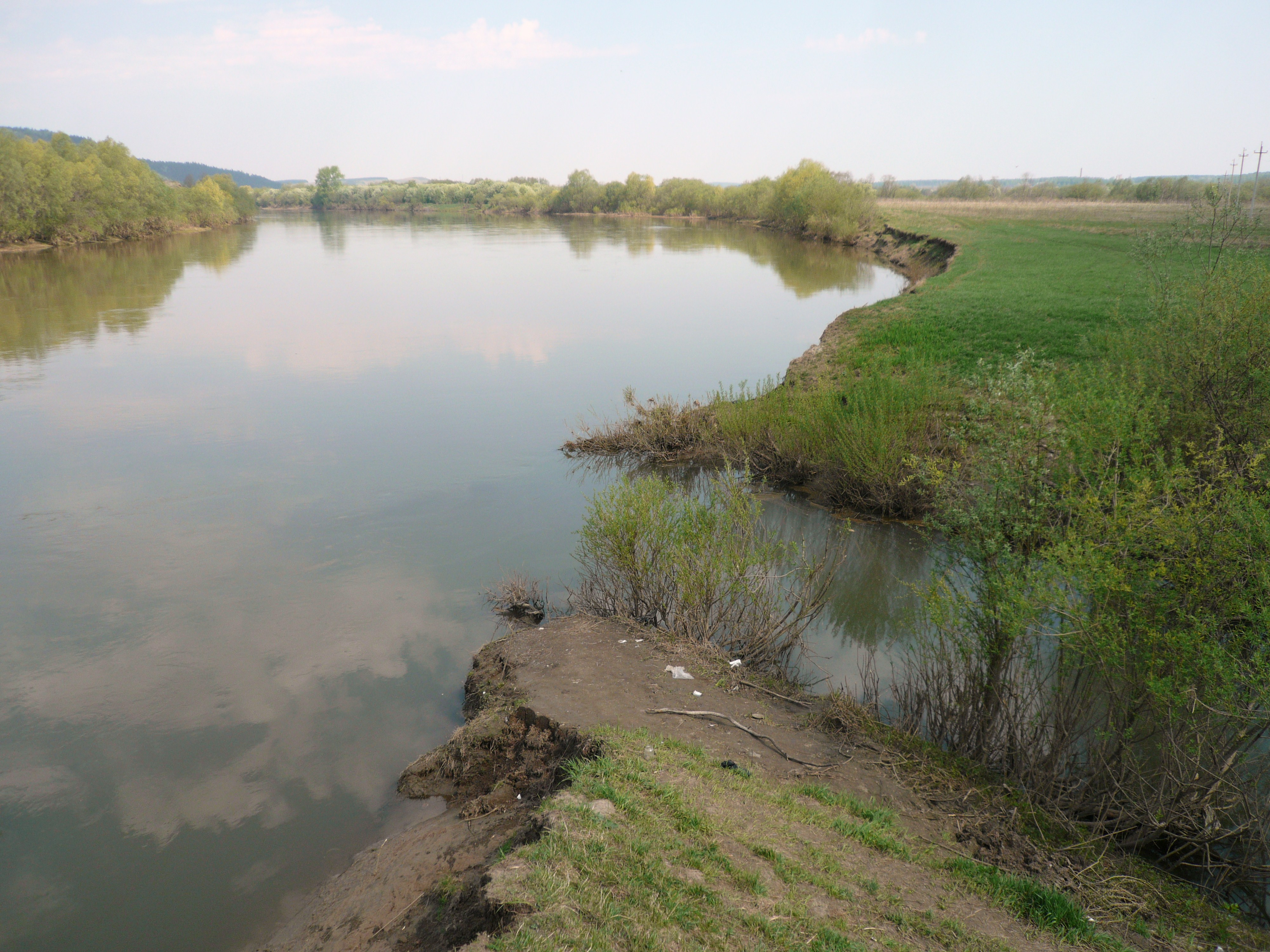
Место впадения Кишерти в Сылву
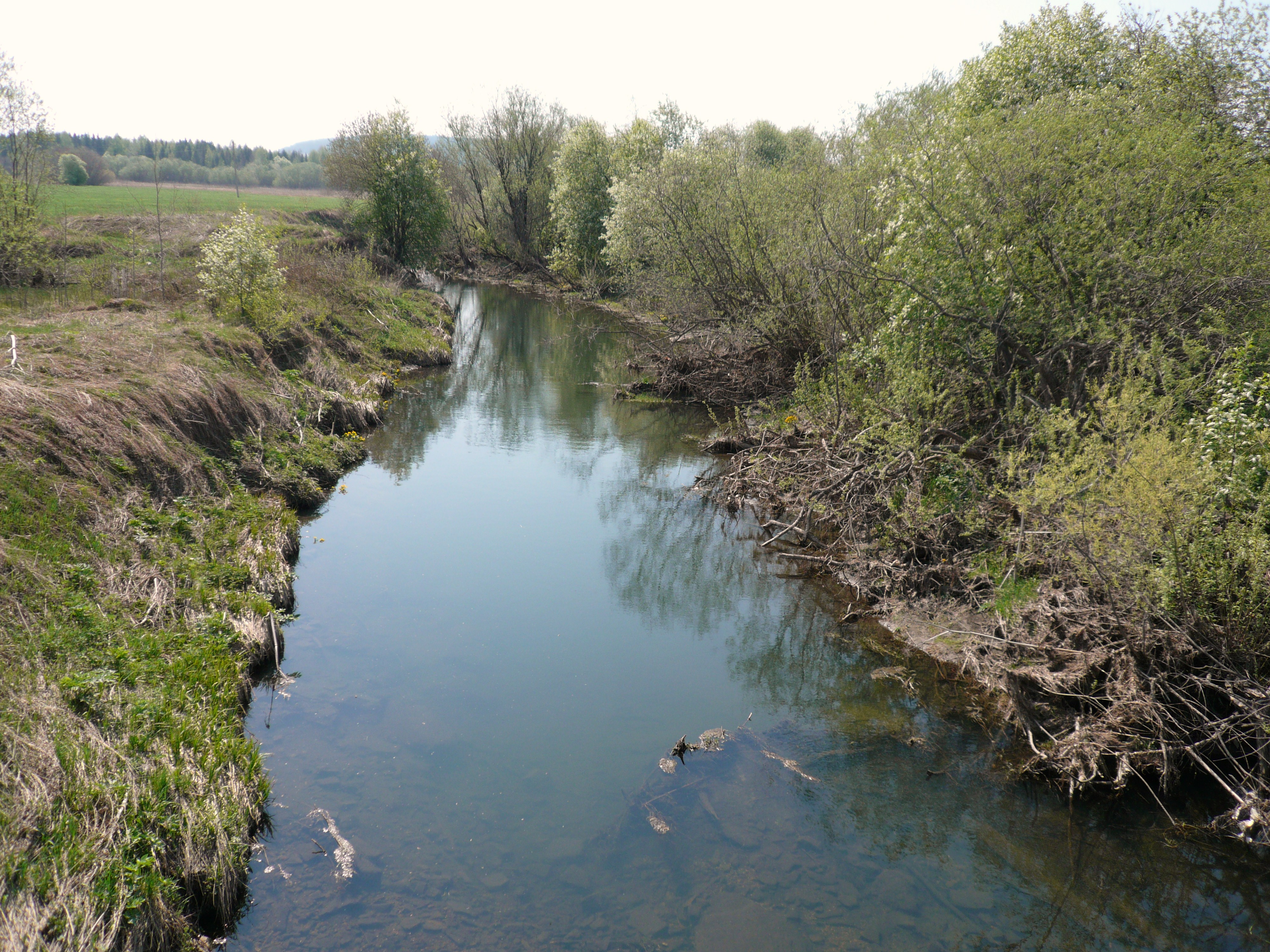
Кишерть в нижнем течении
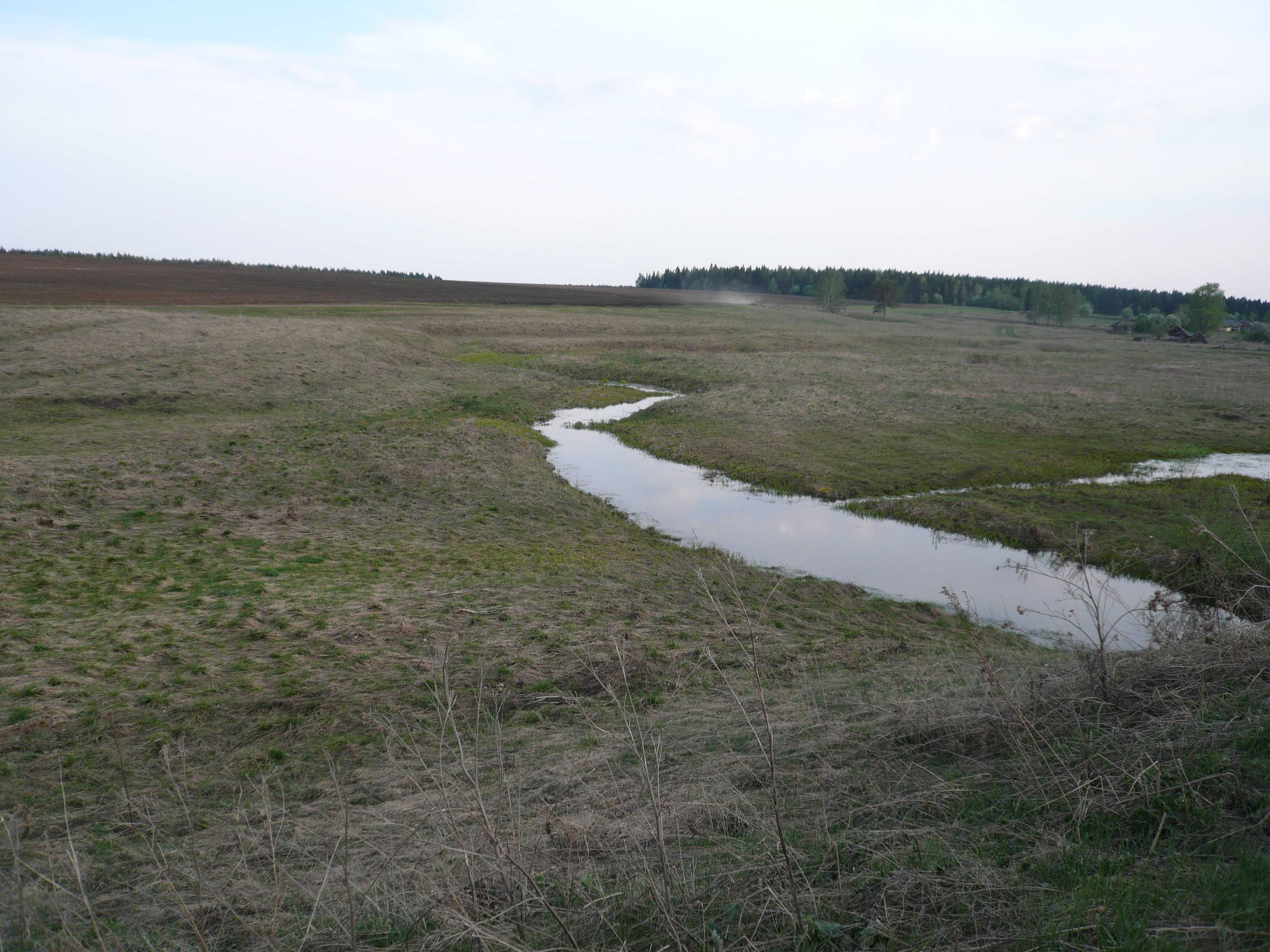
Кишертка возле села Ковалево
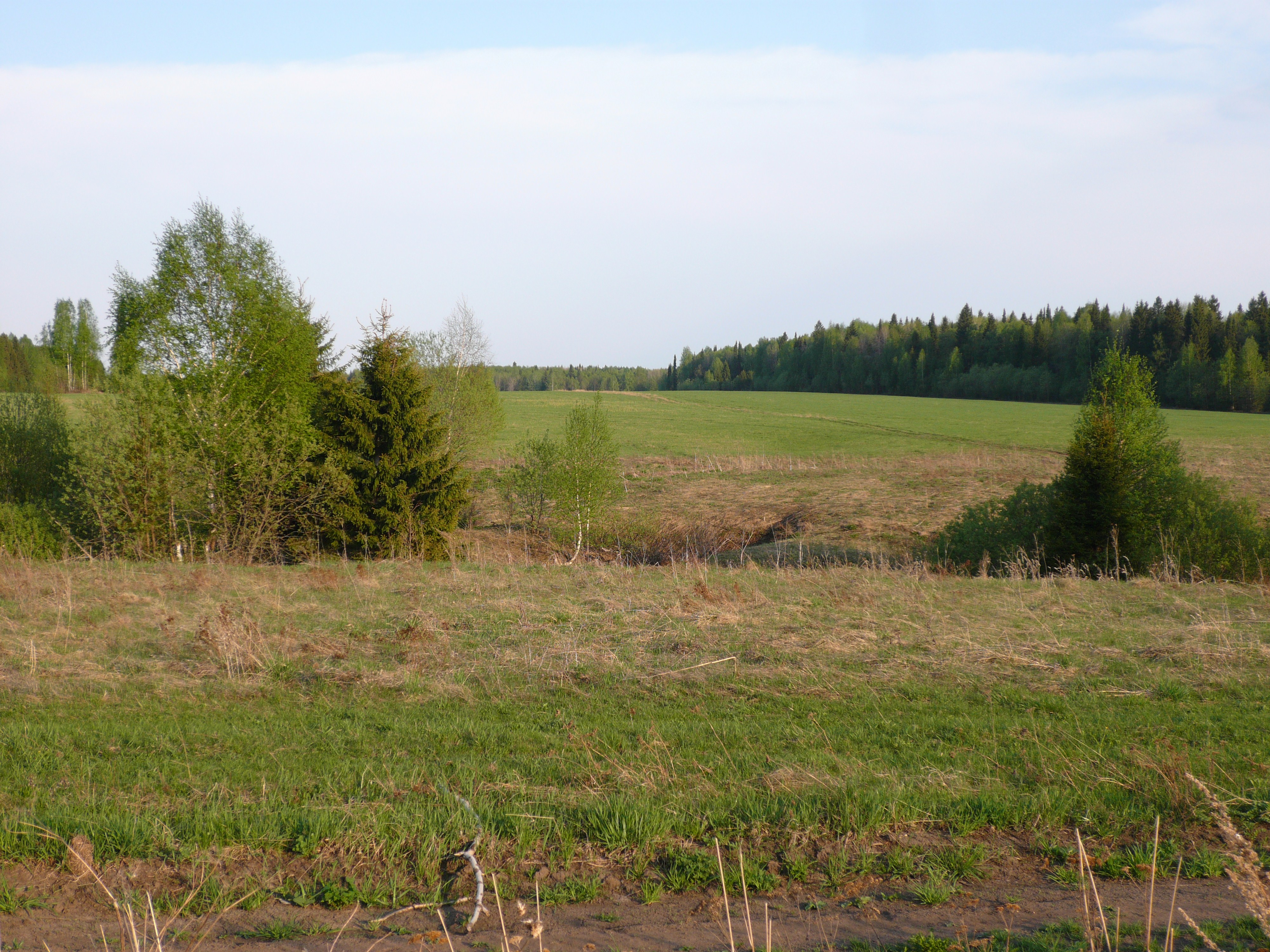
У истока Кишертки

## Данные водного реестра
По данным государственного водного реестра России, относится к Камскому бассейновому округу, водохозяйственный участок реки — Сылва от истока и до устья, речной подбассейн реки — Кама до Куйбышевского водохранилища (без бассейнов рек Белой и Вятки). Речной бассейн реки — Кама.
Код объекта в государственном водном реестре — 10010100812111100013019.